# Mařice
Mařice (Cladium L.) je rod jednoděložných rostlin z čeledi šáchorovité (Cyperaceae).

## Popis
Jedná se o vytrvalé trsnaté nebo netrsnaté byliny s oddenky nebo výběžky. Jsou jednodomé, převážně s oboupohlavnými květy, někdy jsou horní květy v klásku samčí. Lodyhy jsou oblé nebo tupě trojhranné, nevětvené, zpravidla vyšší než 70 cm. Listy jsou na bázi i na lodyze, jsou jednoduché, přisedlé, s listovými pochvami. Čepele jsou čárkovité, žilnatina je souběžná, jazýček chybí. Květy jsou oboupohlavné, jsou v květenstvích, kláscích. Klásky skládají kružel (nebo několik kruželů, z nichž některé jsou boční), které jsou složené z mnoha klásků (často v klubíčkách), kružel či kružely jsou podepřeny několika většími listeny. Květy vyrůstají z paždí jednožilných plev. Dolní plevy v klásku bývají bez květu. Okvětí chybí. Tyčinky jsou 2-3, jsou volné. Gyneceum je složeno ze 3, vzácně ze 2 plodolistů, je synkarpní, blizny jsou 3, vzácně 2, semeník je svrchní. Plodem je nažka, většinou zaobleně trojhranná.

## Rozšíření ve světě
Je známo asi 5 druhů (ale někteří autoři udávají jiné počty), které jsou rozšířeny na všech kontinentech kromě Antarktidy.

## Rozšíření v Česku
V ČR i v celé Evropě roste pouze jediný druh: mařice pilovitá (Cladium mariscus). V ČR patří mezi kriticky ohrožené druhy (C1), můžeme ho vidět jen velmi vzácně na slatinných mokřadech v Polabí, na Moravě chybí.

## Seznam druhů
- Cladium californicum – Severní Amerika, Mexiko
- Cladium jamaicense – Severní Amerika, Střední Amerika, Jižní Amerika
- Cladium mariscoides – Severní Amerika
- Cladium mariscus – Evropa, Asie, Afrika
- Cladium procerum – Austrálie